# گمینا پژمشل
گمینا پژمشل (به لهستانی:  Gmina Przemyśl) یک گمینا در لهستان است که در شهرستان پژمشل واقع شده‌است. گمینا پژمشل ۱۰۸٫۳۹ کیلومتر مربع مساحت و ۱۰٬۱۷۶ نفر جمعیت دارد.